# Sint-Martinuskerk (Kontich)
De Sint-Martinuskerk is een kerkgebouw in de Belgische gemeente Kontich.

## Geschiedenis
De kerk werd gesticht omstreeks 1087-1149 door de familie Berthout en was aanvankelijk opgedragen aan Onze-Lieve-Vrouw. Nadat de naburige Sint-Martenskerk afbrandde werd de kapelrij overgeplaatst. In 1502 werd het koor vernieuwd en in de 16e eeuw werd een sacramentshuisje toegevoegd. In 1572 brandde de kerk af, waarna in 1604 werd gestart met de herstellingen. Deze zouden voortduren tot 1612.
In 1826 werd gestart met de vergroting van de kerk en werden aanpassingen in classicistische stijl uitgevoerd naar ontwerp van A. De Wolf. In 1924 werd het kerkhof ontgraven en in 1928 werd de kerk een tweede maal vergroot naar ontwerp van Edward Careels. Tijdens de Tweede Wereldoorlog werd de kerk licht beschadigd, deze werden na de oorlog hersteld.
In 1988 werden tijdens opgravingen door de AVRA twee preromaanse graven ontdekt aan de buitenkant van de kerktoren. Bij een noodopgraving in 1998 werd de aanwezigheid van een voormalige romaanse kerk daterend rond ca. 1150 bevestigd.
In januari 2017 werd gestart met de renovatie van de kerk.